# La Soledad, Santa Inés del Monte
La Soledad är en ort i Mexiko.   Den ligger i kommunen Santa Inés del Monte och delstaten Oaxaca, i den sydöstra delen av landet, 400 km sydost om huvudstaden Mexico City. La Soledad ligger 1 770 meter över havet och antalet invånare är 220.
Terrängen runt La Soledad är varierad. Runt La Soledad är det ganska tätbefolkat, med 56 invånare per kvadratkilometer. Närmaste större samhälle är Zimatlán de Álvarez, 7,7 km öster om La Soledad. I omgivningarna runt La Soledad växer i huvudsak blandskog.